# 夜Drama
夜Drama（日语：／ Yorudora）是日本廣播協會旗下NHK綜合頻道於2022年4月4日開始設立的帶狀電視劇時段。

## 時段簡介
日本廣播協會從2022年度開始將NHK綜合頻道的工作日22點45分至23點整的時段定位於“年輕人群目標區”，並將播放越來越遠離電視的年輕人所希望看到的電視節目。同時還決定將重啟深夜電視劇時段，而該時段上次暫停是在2005年12月，因此是該時段於17年後首次再啟動。
時任日本廣播協會廣播總局長的正籬聰說道：“晨間劇通過社交媒體於網絡點播與年青一代產生共鳴，同時它也符合時下偏好較短內容的趨勢。我希望大家能夠如晨間劇一樣喜歡（夜Drama）。”  而就時段形式來說，可以視為是“夜劇時段”的進化版。夜劇是NHK綜合頻道在2021年推出的於每週一晚間22點45分至23點15分播出的電視劇時段。並且這個時段播出的作品將會是“讓人心潮澎湃、悲喜交加的連續劇”，它們將是由熱門演員參演的話題原著所改編的電視劇；透過這個新設立的時段來播出新創作的電視劇，以實現“明天還想看續集”的目標。
夜Drama所播出的電視劇也將通過“立體聲2廣播”向視覺障礙及弱視人群提供口述影像服務，這項服務僅在2002年至2005年所設立的“NHK夜間連續劇”時段提供過。 同時原本在週二和週五晚間十點檔播出的“電視劇10”時段電視劇由於週二時段被“夜Drama”佔走，因此預定該時段播出的電視劇將在週五的“電視劇10”時段裡採取兩集連播的方式播出。 此外定於2023年7月至9月播出的喜劇連續劇《輕簡生活指南》則在年輕人群目標區23點時段採用了三集連播的方式。
從2023年開始，夜Drama播出的電視劇都會在次週的星期五重播。原則上的重播時段是週五晚23點45分至週六凌晨0點45分；如遇佐田雅志所主持的《佐田雅志今晚也直播》的播出則順延。截至2022年，夜Drama播出的電視劇大部分都在“午夜頻道”重播過前半部分，這算是節目宣傳中採取的“補播”策略。
此外為了推廣夜Drama的電視劇，電視台還會剪輯所謂的“Catch Up”兩分鐘精彩版在主要包括週末在內的時間裡播出；2023年，這個插播節目被改名為“《電視劇名》不得不看兩分鐘版”。

## 播出時間
- 首播：週一至週四 每晚22點45分—23點整[1]

- 重播：
  - 2022年度 不定期重播
  - 2023年度 原則上在每週五的23點45分至零點45分的“午夜頻道（日语：ミッドナイトチャンネル）”對本週首播的四集內容採取連播的形式重播；如遇每月最後一個週五播出的《佐田雅志今晚也直播（日语：今夜も生でさだまさし）》則順延
  - 2024年度 原則上依舊在每週五晚間的“午夜頻道”播出，但播出時間不定；通常會在《速覽區（イッキ見ゾーン）》或《佐田雅志今晚也直播》播出結束後接檔播出。[4]

## 作品列表
|   | 劇集名                            | 播出週期              | 播出週數 總集數 | 製作擔當局 製作公司                   | 原作者   | 編劇                                                                                             | 主演 |
| - | --------------------------------- | --------------------- | --------------- | ------------------------------------- | -------- | ------------------------------------------------------------------------------------------------ | --- |
| 1 | 畢業時限                          | 2022年4月4日—5月12日  | 六週 24集       | NHK廣播電視中心                       | 辻堂夢   | 渡邊熊介、山崎太基、阿部沙耶加、木乃江祐希、小田康平                                             | 井上祐貴、櫻田日和、西山潤、紺野彩夏、龍澤凱倫、仙道敦子、中尾明慶、北山宏光                                                                             |
| 2 | 佳奈                              | 2022年5月16日—6月30日 | 七週 28集       | NHK廣播電視中心 TELEPACK              | 西森博之 | 荒井修子、木瀧理真                                                                               | 真榮田鄉敦、白石聖、前田旺志郎、加藤柚凪、瀧澤翼、榮信、渡邊大、新川優愛、桐山漣、橋本潤、宮崎美子、武田真治                                             |
| 3 | 星新一的不可思議短劇 （第一系列） | 2022年7月4日—21日     | 三週 12集       | NHK廣播電視中心 NHK事業 Telecom Staff | 星新一   | 近藤泰教、望月一扶、尾沼宏星、永岩祐介、安里麻里、涉江修平、菅井祐介、萩原翔、加藤秀章、平田潤子 | 水原希子、永山瑛太、林遣都、高良健吾、北山宏光、玉城蒂娜、村杉蝉之介、小梅太夫、石橋靜河、染谷将太、栗原類、瀧藤賢一、村上虹郎、荒川良良、奈緒、中川雅也 |
| 4 | 事件、在那周圍發生                | 2022年8月1日—4日      | 一週 4集        | NHK廣播電視中心                       | 不適用   | 倉持裕                                                                                           | 小芝風花、笠松将、中野周平（蛙亭）、倉科加奈、北村有起哉                                                                                                 |
| 5 | 你的東西在這裡                    | 2022年8月22日—9月29日 | 六週 24集       | NHK大阪放送局                         | 不適用   | 櫻井剛                                                                                           | 仁村紗和、佐野晶哉、每田暖乃、崗部貴志、津田健次郎、古川優奈、木村綠子                                                                                   |
| 6 | 星新一的不可思議短劇 （第二系列） | 2022年10月2日—6日     | 一週 4集        | NHK廣播電視中心 NHK事業 Telecom Staff | 星新一   | 望月一扶、生越明美、宇野丈良、森山宏昭                                                           | 村上淳、竹原皮斯托、夏帆、若葉龍也、柄本時生 |

## 腳註
1. ↑  2006年1月到3月期間曾經對該時段播出過的電視劇進行重播，實際上應該是16年後的重啟。
2. ↑  銀河電視小說時段播出的電視劇採用音声多重廣播方式為視障人士服務。
3. 1 2  本作實為單元劇形式。基本上單集一個作品，主演也會因此變動。
4. ↑  這12部作品是從NHK BS Premium於2022年4月至6月每週二21時45分至22時播出的作品中挑選出來，實際上是更換播出頻道後的重播。
5. ↑  這12部作品是從NHK BS Premium於2022年6月至7月每週二21時45分至22時播出的作品中挑選出來，實際上是更換播出頻道後的重播。

## 外部連接
- 夜Drama的Instagram帳戶

| NHK綜合頻道 每週一 22:45—23:00時段                  | NHK綜合頻道 每週一 22:45—23:00時段 | NHK綜合頻道 每週一 22:45—23:00時段 |
| --------------------------------------------------- | ---------------------------------- | ---------------------------------- |
|                                                     | 夜Drama                            |                                    |
| 夜劇 22:45—23:15                                    | —                                  |                                    |
| 每週二 22:45—23:00時段                              |                                    |                                    |
| 行家本色 22:30—23:15 （移至週五晚十點檔不定期播出） | 夜Drama                            | —                                  |
| 每週三 22:45—23:00時段                              |                                    |                                    |
| 歷史偵探 22:30—23:15 （提前30分鐘播出）             | 夜Drama                            | —                                  |
| 每週四 22:45—23:00時段                              |                                    |                                    |
| SONGS 22:30—23:15 （提前30分鐘播出）                | 夜Drama                            | —                                  |